# Kapelle-op-den-Bos
Kapelle-op-den-Bos (nom en néerlandais, officiel au niveau fédéral en français, très rarement encore rendu Capelle-au-Bois en français) est une commune néerlandophone de Belgique située en Région flamande, dans la province du Brabant flamand.
Elle est née de la fusion des anciennes communes de Kapelle-op-den-Bos, de Nieuwenrode et de Ramsdonk

## Géographie

### Sections de la commune
| # | Section            | Superf. (km²) | Habitants (2020) | Habitants par km² | Code INS |
| - | ------------------ | ------------- | ---------------- | ----------------- | -------- |
| 1 | Kapelle-op-den-Bos | 5,25          | 6.168            | 1.174             | 23039A   |
| 2 | Nieuwenrode        | 5,81          | 1.819            | 313               | 23039B   |
| 3 | Ramsdonk           | 4,30          | 1.512            | 351               | 23039C   |

### Localités
- Kapelle-op-den-bos: Oksdonk

### Communes limitrophes
| Puurs      | Willebroek         | Malines |
| Londerzeel | Kapelle-op-den-Bos | Malines |
| Meise      | Grimbergen         | Zemst   |

## Héraldique
|  | La commune possède des armoiries qui lui ont été octroyées le 30 octobre 1946 et modifiées le 1er mars 1988. Elles montrent le lion de Brabant et le saint patron, Saint Nicolas. Ce sceau a été retrouvé au retrouvé au bas de la charte de Cortenbergh (1312). La composition a été utilisée pour la première fois sur un sceau du XIVe siècle. En 1292, les ducs de Brabant fondèrent le domaine de Kapelle et, au XIVe siècle, un conseil local fut mentionné. Plusieurs familles ont occupé le domaine, mais les sceaux et les armoiries montraient toujours le lion du Brabant. Les vieux sceaux ne montrent que le saint derrière le bouclier, et non pas un fils aussi élaboré que les armoiries de 1946. Les armoiries ont donc été ajustées en 1988. Ces armoiries avaient la même composition mais montraient une image plus grande du saint et des trois enfants dans un tonneau qu'il avait sauvé. Les anciennes armoiries indiquaient saint Nicolas, une baignoire et les trois enfants qu'il venait de sauver, en référence à la légende, bien que celles-ci n'apparaissent pas sur le sceau et ont donc été omis lors de la reconfirmation de 1988. Blasonnement : De sable à un lion d'or, armé et lampassé de gueules. L'écu timbré d'un Saint-Nicolas issant d'or. - Délibération communale : 01 mars 1988 - Arrêté de l'exécutif de la communauté : 16 septembre 1988 Source du blasonnement : Heraldy of the World. |

## Démographie

### Démographie: avant la fusion des communes
- Source : DGS recensements population.

### Démographie: commune fusionnée
En tenant compte des anciennes communes entraînées dans la fusion de communes de 1977, on peut dresser l'évolution suivante :
Les chiffres des années 1831 à 1970 tiennent compte des chiffres des anciennes communes fusionnées.
- Source : DGS, de 1831 à 1981 = recensements population ; à partir de 1990 = nombre d'habitants chaque 1er janvier.[4]
- 1880 : croissance due à la création de la commune de Nieuwenrode en 1874 qui faisait ultérieurement partie de Meise.

## Histoire

### Époque contemporaine
Jadis, la mairie de Kapelle-op-den-Bos comprenant dix villages faisait partie du Quartier de Bruxelles.